# Groupe G de la Coupe du monde de football 2018
Navigation
- A
- B
- C
- D
- E
- F
- G
- H

- 1/8e
- 1/4
- 1/2
- Finale

Le groupe G de la Coupe du monde 2018, qui se dispute en Russie du 14 juin au 15 juillet 2018, comprend quatre équipes dont les deux premières se qualifient pour les huitièmes de finale de la compétition.
Le tirage au sort est effectué le 1er décembre 2017 au Kremlin à Moscou.
Le premier de ce groupe affronte le deuxième du Groupe H et le deuxième de ce groupe affronte le premier du Groupe H.

## Résumé
La Belgique et l'Angleterre, font office de favoris de ce groupe G. Les Belges se sont facilement qualifiés pour la phase finale, avec 9 victoires sur 10 matchs et un match nul dans le groupe H des éliminatoires européens. L'Angleterre, a aussi connu une phase éliminatoire facile, avec la première place du groupe F et une invincibilité sur les 10 matchs (8 victoires, 2 nuls). La Tunisie, qui retrouve le mondial après 12 ans d'absence et une élimination dès le premier tour en 2006, s'est qualifiée à la première place du groupe A du troisième tour des éliminatoires africain. Le Panama, participe à son premier mondial après avoir atteint la troisième place lors du cinquième tour des éliminatoires d'Amérique du Nord, en éliminant les États-Unis. 
Contrairement à d'autres favoris par ailleurs, la Belgique remporte son premier match facilement contre le Panama, 3-0. De son côté, l'Angleterre décroche difficilement les trois points en toute fin de rencontre face à la Tunisie. La deuxième journée voit ensuite les deux favoris du groupe s'imposer largement : la Belgique bat la Tunisie 5 à 2, tandis que l'Angleterre écrase le Panama 6-1, ce dernier inscrivant son premier but en Coupe du monde. La Belgique et l'Angleterre, déjà qualifiés, s'affrontent lors de la dernière journée pour se disputer la première place du groupe. Les Belges s'imposent 1-0 sur un but de Adnan Januzaj, tandis que dans l'autre match, la Tunisie sauve l'honneur en battant le Panama (2-1).

## Classement
|   | Équipe     | Pts | J | G | N | P | Bp | Bc | Diff |
| 1 | Belgique   | 9   | 3 | 3 | 0 | 0 | 9  | 2  | +7   |
| 2 | Angleterre | 6   | 2 | 2 | 0 | 1 | 8  | 3  | +5   |
| 3 | Tunisie    | 3   | 3 | 1 | 0 | 2 | 5  | 8  | -3   |
| 4 | Panama     | 0   | 3 | 0 | 0 | 3 | 2  | 11 | -9   |

| 13 | 18 juin 2018 | Belgique   | 3 - 0 | Panama     |
| 14 | 18 juin 2018 | Tunisie    | 1 - 2 | Angleterre |
| 29 | 23 juin 2018 | Belgique   | 5 - 2 | Tunisie    |
| 30 | 24 juin 2018 | Angleterre | 6 - 1 | Panama     |
| 45 | 28 juin 2018 | Angleterre | 0 - 1 | Belgique   |
| 46 | 28 juin 2018 | Panama     | 1 - 2 | Tunisie    |

## 1rejournée

### Belgique - Panama
| Match 13                                                 | Belgique                                                                                    | 3 - 0   | Panama | Stade Ficht, Sotchi                            |                                                |
| 18 juin 2018 · 18:00 (UTC+3) · Historique des rencontres | Dries Mertens 47e · ( Kevin De Bruyne) Romelu Lukaku 69e · ( Eden Hazard) Romelu Lukaku 75e | (0 - 0) |        | Spectateurs : 43 257 Arbitrage : Janny Sikazwe | Spectateurs : 43 257 Arbitrage : Janny Sikazwe |
| 18 juin 2018 · 18:00 (UTC+3) · Historique des rencontres | Rapport                                                                                     |         |        | Spectateurs : 43 257 Arbitrage : Janny Sikazwe | Spectateurs : 43 257 Arbitrage : Janny Sikazwe |

| Belgique | Panama |

| BELGIQUE :       |    |                   |     |     |
|                  |    |                   |     |     |
| Gardien de but   | 01 | Thibaut Courtois  |     |     |
|                  | 02 | Toby Alderweireld |     |     |
|                  | 20 | Dedryck Boyata    |     |     |
|                  | 05 | Jan Vertonghen    | 59e |     |
|                  | 15 | Thomas Meunier    | 14e |     |
|                  | 07 | Kevin De Bruyne   | 88e |     |
|                  | 06 | Axel Witsel       |     | 90e |
|                  | 11 | Yannick Carrasco  |     | 74e |
|                  | 14 | Dries Mertens     |     | 83e |
|                  | 10 | Eden Hazard       |     |     |
|                  | 09 | Romelu Lukaku     |     |     |
| Remplaçants :    |    |                   |     |     |
|                  | 19 | Mousa Dembélé     |     | 74e |
|                  | 16 | Thorgan Hazard    |     | 83e |
|                  | 22 | Nacer Chadli      |     | 90e |
| Sélectionneur :  |    |                   |     |     |
| Roberto Martínez |    |                   |     |     |

| PANAMA :           |    |                     |       |     |
|                    |    |                     |       |     |
| Gardien de but     | 01 | Jaime Penedo        |       |     |
|                    | 02 | Michael Murillo     | 51e   |     |
|                    | 05 | Román Torres        |       |     |
|                    | 04 | Fidel Escobar       |       |     |
|                    | 15 | Eric Davis          | 18e   |     |
|                    | 06 | Gabriel Gómez       |       |     |
|                    | 11 | Armando Cooper      | 49e   |     |
|                    | 20 | Aníbal Godoy        | 57e   |     |
|                    | 08 | Édgar Bárcenas      | 45+2e | 63e |
|                    | 21 | José Luis Rodríguez |       | 63e |
|                    | 07 | Blas Pérez          |       | 73e |
| Remplaçants :      |    |                     |       |     |
|                    | 09 | Gabriel Torres      |       | 63e |
|                    | 10 | Ismael Díaz         |       | 63e |
|                    | 18 | Luis Tejada         |       | 73e |
| Sélectionneur :    |    |                     |       |     |
| Hernán Darío Gómez |    |                     |       |     |

| Assistants : Jerson Dos Santos Zakhele Siwela Quatrième arbitre : Ryūji Satō Cinquième arbitre : Toru Sagara Arbitre vidéo : Bastian Dankert Assistants arbitre vidéo : Felix Zwayer Sander van Roekel Danny Makkelie Homme du Match : Romelu Lukaku |

### Tunisie - Angleterre
| Match 14                                                 | Tunisie                  | 1 - 2   | Angleterre                                         | Volgograd Arena, Volgograd                     |                                                |
| 18 juin 2018 · 21:00 (UTC+3) · Historique des rencontres | Ferjani Sassi 35e (pen.) | (1 - 1) | 11e Harry Kane · 90+1e Harry Kane (Harry Maguire ) | Spectateurs : 41 064 Arbitrage : Wilmar Roldán | Spectateurs : 41 064 Arbitrage : Wilmar Roldán |
| 18 juin 2018 · 21:00 (UTC+3) · Historique des rencontres | Rapport                  |         |                                                    | Spectateurs : 41 064 Arbitrage : Wilmar Roldán | Spectateurs : 41 064 Arbitrage : Wilmar Roldán |

| Tunisie | Angleterre |

| TUNISIE :       |    |                         |  |     |
|                 |    |                         |  |     |
| Gardien de but  | 22 | Mouez Hassen            |  | 16e |
|                 | 11 | Dylan Bronn             |  |     |
|                 | 02 | Syam Ben Youssef        |  |     |
|                 | 04 | Yassine Meriah          |  |     |
|                 | 12 | Ali Maaloul             |  |     |
|                 | 13 | Ferjani Sassi           |  |     |
|                 | 17 | Ellyes Skhiri           |  |     |
|                 | 09 | Anice Badri             |  |     |
|                 | 08 | Fakhreddine Ben Youssef |  |     |
|                 | 10 | Wahbi Khazri            |  | 85e |
|                 | 23 | Naïm Sliti              |  | 74e |
| Remplaçants :   |    |                         |  |     |
| Gardien de but  | 01 | Farouk Ben Mustapha     |  | 16e |
|                 | 14 | Mohamed Amine Ben Amor  |  | 74e |
|                 | 19 | Saber Khalifa           |  | 85e |
| Sélectionneur : |    |                         |  |     |
| Nabil Maâloul   |    |                         |  |     |

| ANGLETERRE :     |    |                    |     |       |
|                  |    |                    |     |       |
| Gardien de but   | 01 | Jordan Pickford    |     |       |
|                  | 02 | Kyle Walker        | 33e |       |
|                  | 05 | John Stones        |     |       |
|                  | 06 | Harry Maguire      |     |       |
|                  | 08 | Jordan Henderson   |     |       |
|                  | 20 | Dele Alli          |     | 80e   |
|                  | 07 | Jesse Lingard      |     | 90+3e |
|                  | 12 | Kieran Trippier    |     |       |
|                  | 18 | Ashley Young       |     |       |
|                  | 10 | Raheem Sterling    |     | 68e   |
|                  | 09 | Harry Kane         |     |       |
| Remplaçants :    |    |                    |     |       |
|                  | 19 | Marcus Rashford    |     | 68e   |
|                  | 21 | Ruben Loftus-Cheek |     | 80e   |
|                  | 04 | Eric Dier          |     | 90+3e |
| Sélectionneur :  |    |                    |     |       |
| Gareth Southgate |    |                    |     |       |

| Assistants : Alexander Guzmán Cristian de la Cruz Quatrième arbitre : Ricardo Montero Cinquième arbitre : Hiroshi Yamauchi Arbitre vidéo : Sandro Ricci Assistants arbitre vidéo : Gery Vargas Emerson de Carvalho Tiago Martins Homme du match : Harry Kane |

## 2ejournée

### Belgique - Tunisie
| Match 29                                                 | Belgique | 5 - 2   | Tunisie                                                               | Stade du Spartak, Moscou                      |                                               |
| 23 juin 2018 · 15:00 (UTC+3) · Historique des rencontres | Eden Hazard 6e (pen.) · ( Dries Mertens) Romelu Lukaku 16e · ( Thomas Meunier) Romelu Lukaku 45+3e · ( Toby Alderweireld) Eden Hazard 51e · ( Youri Tielemans) Michy Batshuayi 90e | (3 - 1) | 18e Dylan Bronn (Wahbi Khazri ) · 90+3e Wahbi Khazri (Hamdi Nagguez ) | Spectateurs : 44 190 Arbitrage : Jair Marrufo | Spectateurs : 44 190 Arbitrage : Jair Marrufo |
| 23 juin 2018 · 15:00 (UTC+3) · Historique des rencontres | Rapport |         |                                                                       | Spectateurs : 44 190 Arbitrage : Jair Marrufo | Spectateurs : 44 190 Arbitrage : Jair Marrufo |

| Belgique | Tunisie |

| BELGIQUE :       |    |                   |  |     |
|                  |    |                   |  |     |
| Gardien de but   | 01 | Thibaut Courtois  |  |     |
|                  | 02 | Toby Alderweireld |  |     |
|                  | 20 | Dedryck Boyata    |  |     |
|                  | 05 | Jan Vertonghen    |  |     |
|                  | 15 | Thomas Meunier    |  |     |
|                  | 07 | Kevin De Bruyne   |  |     |
|                  | 06 | Axel Witsel       |  |     |
|                  | 11 | Yannick Carrasco  |  |     |
|                  | 14 | Dries Mertens     |  | 86e |
|                  | 09 | Romelu Lukaku     |  | 59e |
|                  | 10 | Eden Hazard       |  | 68e |
| Remplaçants :    |    |                   |  |     |
|                  | 08 | Marouane Fellaini |  | 59e |
|                  | 21 | Michy Batshuayi   |  | 68e |
|                  | 17 | Youri Tielemans   |  | 86e |
| Sélectionneur :  |    |                   |  |     |
| Roberto Martínez |    |                   |  |     |

| TUNISIE :       |    |                         |     |     |
|                 |    |                         |     |     |
| Gardien de but  | 01 | Farouk Ben Mustapha     |     |     |
|                 | 11 | Dylan Bronn             |     | 24e |
|                 | 02 | Syam Ben Youssef        |     | 41e |
|                 | 04 | Yassine Meriah          |     |     |
|                 | 12 | Ali Maaloul             |     |     |
|                 | 07 | Saîf-Eddine Khaoui      |     |     |
|                 | 17 | Ellyes Skhiri           |     |     |
|                 | 13 | Ferjani Sassi           | 14e | 59e |
|                 | 08 | Fakhreddine Ben Youssef |     |     |
|                 | 10 | Wahbi Khazri            |     |     |
|                 | 09 | Anice Badri             |     |     |
| Remplaçants :   |    |                         |     |     |
|                 | 21 | Hamdi Nagguez           |     | 24e |
|                 | 03 | Yohan Benalouane        |     | 41e |
|                 | 23 | Naïm Sliti              |     | 59e |
| Sélectionneur : |    |                         |     |     |
| Nabil Maâloul   |    |                         |     |     |

| Assistants : Corey Rockwell Juan Zumba Quatrième arbitre : Andrés Cunha Cinquième arbitre : Nicolás Tarán Arbitre vidéo : Mark Geiger Assistants arbitre vidéo : Bastian Dankert Joe Fletcher Felix Zwayer Homme du match : Eden Hazard |

### Angleterre - Panama
| Match 30                                                 | Angleterre | 6 - 1   | Panama                            | Stade de Nijni Novgorod, Nijni Novgorod       |                                               |
| 24 juin 2018 · 15:00 (UTC+3) · Historique des rencontres | ( Kieran Trippier) John Stones 8e · Harry Kane 22e (pen.) · ( Raheem Sterling) Jesse Lingard 36e · John Stones 40e · Harry Kane 45+1e (pen.) · Harry Kane 62e | (5 - 0) | 78e Felipe Baloy (Ricardo Ávila ) | Spectateurs : 43 319 Arbitrage : Gehad Grisha | Spectateurs : 43 319 Arbitrage : Gehad Grisha |
| 24 juin 2018 · 15:00 (UTC+3) · Historique des rencontres | Rapport |         |                                   | Spectateurs : 43 319 Arbitrage : Gehad Grisha | Spectateurs : 43 319 Arbitrage : Gehad Grisha |

| Angleterre | Panama |

| ANGLETERRE :     |    |                    |     |     |
|                  |    |                    |     |     |
| Gardien de but   | 01 | Jordan Pickford    |     |     |
|                  | 02 | Kyle Walker        |     |     |
|                  | 05 | John Stones        |     |     |
|                  | 06 | Harry Maguire      |     |     |
|                  | 08 | Jordan Henderson   |     |     |
|                  | 21 | Ruben Loftus-Cheek | 24e |     |
|                  | 07 | Jesse Lingard      |     | 63e |
|                  | 12 | Kieran Trippier    |     | 70e |
|                  | 18 | Ashley Young       |     |     |
|                  | 10 | Raheem Sterling    |     |     |
|                  | 09 | Harry Kane         |     | 63e |
| Remplaçants :    |    |                    |     |     |
|                  | 11 | Jamie Vardy        |     | 63e |
|                  | 17 | Fabian Delph       |     | 63e |
|                  | 03 | Danny Rose         |     | 70e |
| Sélectionneur :  |    |                    |     |     |
| Gareth Southgate |    |                    |     |     |

| PANAMA :           |    |                     |     |     |
|                    |    |                     |     |     |
| Gardien de but     | 01 | Jaime Penedo        |     |     |
|                    | 02 | Michael Murillo     | 72e |     |
|                    | 05 | Román Torres        |     |     |
|                    | 04 | Fidel Escobar       | 44e |     |
|                    | 15 | Eric Davis          |     |     |
|                    | 06 | Gabriel Gómez       |     | 69e |
|                    | 11 | Armando Cooper      | 10e |     |
|                    | 20 | Aníbal Godoy        |     | 62e |
|                    | 08 | Édgar Bárcenas      |     | 69e |
|                    | 21 | José Luis Rodríguez |     |     |
|                    | 07 | Blas Pérez          |     |     |
| Remplaçants :      |    |                     |     |     |
|                    | 19 | Ricardo Ávila       |     | 62e |
|                    | 16 | Abdiel Arroyo       |     | 69e |
|                    | 23 | Felipe Baloy        |     | 69e |
| Sélectionneur :    |    |                     |     |     |
| Hernán Darío Gómez |    |                     |     |     |

| Assistants : Redouane Achik Waleed Ahmed Quatrième arbitre : Norbert Hauata Cinquième arbitre : Bertrand Brial Arbitre vidéo : Danny Makkelie Assistants arbitre vidéo : Paweł Gil Sander van Roekel Mark Geiger Homme du Match : Harry Kane |

## 3ejournée

### Angleterre - Belgique
| Match 45                                                 | Angleterre | 0 - 1   | Belgique                             | Arena Baltika, Kaliningrad                     |                                                |
| 28 juin 2018 · 20:00 (UTC+2) · Historique des rencontres |            | (0 - 0) | 51e Adnan Januzaj (Youri Tielemans ) | Spectateurs : 33 973 Arbitrage : Damir Skomina | Spectateurs : 33 973 Arbitrage : Damir Skomina |
| 28 juin 2018 · 20:00 (UTC+2) · Historique des rencontres | Rapport    |         |                                      | Spectateurs : 33 973 Arbitrage : Damir Skomina | Spectateurs : 33 973 Arbitrage : Damir Skomina |

| Angleterre | Belgique |

| ANGLETERRE :     |    |                        |  |     |
|                  |    |                        |  |     |
| Gardien de but   | 01 | Jordan Pickford        |  |     |
|                  | 16 | Phil Jones             |  |     |
|                  | 05 | John Stones            |  | 46e |
|                  | 15 | Gary Cahill            |  |     |
|                  | 04 | Eric Dier              |  |     |
|                  | 21 | Ruben Loftus-Cheek     |  |     |
|                  | 17 | Fabian Delph           |  |     |
|                  | 22 | Trent Alexander-Arnold |  | 79e |
|                  | 03 | Danny Rose             |  |     |
|                  | 19 | Marcus Rashford        |  |     |
|                  | 11 | Jamie Vardy            |  |     |
| Remplaçants :    |    |                        |  |     |
|                  | 06 | Harry Maguire          |  | 46e |
|                  | 14 | Danny Welbeck          |  | 79e |
| Sélectionneur :  |    |                        |  |     |
| Gareth Southgate |    |                        |  |     |

| BELGIQUE :       |    |                    |     |     |
|                  |    |                    |     |     |
| Gardien de but   | 01 | Thibaut Courtois   |     |     |
|                  | 23 | Leander Dendoncker | 33e |     |
|                  | 20 | Dedryck Boyata     |     |     |
|                  | 03 | Thomas Vermaelen   |     | 74e |
|                  | 22 | Nacer Chadli       |     |     |
|                  | 08 | Marouane Fellaini  |     |     |
|                  | 19 | Mousa Dembélé      |     |     |
|                  | 16 | Thorgan Hazard     |     |     |
|                  | 18 | Adnan Januzaj      |     | 86e |
|                  | 21 | Michy Batshuayi    |     |     |
|                  | 17 | Youri Tielemans    | 19e |     |
| Remplaçants :    |    |                    |     |     |
|                  | 04 | Vincent Kompany    |     | 74e |
|                  | 14 | Dries Mertens      |     | 86e |
| Sélectionneur :  |    |                    |     |     |
| Roberto Martínez |    |                    |     |     |

| Assistants : Jure Praprotnik Robert Vukan Quatrième arbitre : Mohammed Abdulla Hassan Mohamed Cinquième arbitre : Mohamed Al Hammadi Arbitre vidéo : Artur Soares Dias Assistants arbitre vidéo : Paweł Gil Roberto Díaz Pérez Mauro Vigliano Homme du Match : Adnan Januzaj |

### Panama - Tunisie
| Match 46                                                 | Panama                   | 1 - 2   | Tunisie                                                                           | Stade de Mordovie, Saransk                       |                                                  |
| 28 juin 2018 · 21:00 (UTC+3) · Historique des rencontres | Yassine Meriah 33e (csc) | (1 - 0) | 51e Fakhreddine Ben Youssef (Wahbi Khazri ) · 66e Wahbi Khazri (Oussama Haddadi ) | Spectateurs : 37 168 Arbitrage : Nawaf Shukralla | Spectateurs : 37 168 Arbitrage : Nawaf Shukralla |
| 28 juin 2018 · 21:00 (UTC+3) · Historique des rencontres | Rapport                  |         |                                                                                   | Spectateurs : 37 168 Arbitrage : Nawaf Shukralla | Spectateurs : 37 168 Arbitrage : Nawaf Shukralla |

| Panama | Tunisie |

| PANAMA :           |    |                     |       |     |
|                    |    |                     |       |     |
| Gardien de but     | 01 | Jaime Penedo        |       |     |
|                    | 13 | Adolfo Machado      |       |     |
|                    | 05 | Román Torres        |       | 56e |
|                    | 04 | Fidel Escobar       |       |     |
|                    | 17 | Luis Ovalle         |       |     |
|                    | 06 | Gabriel Gómez       | 80e   |     |
|                    | 20 | Aníbal Godoy        |       |     |
|                    | 19 | Ricardo Ávila       | 78e   | 81e |
|                    | 08 | Édgar Bárcenas      |       |     |
|                    | 21 | José Luis Rodríguez |       |     |
|                    | 09 | Gabriel Torres      |       | 46e |
| Remplaçants :      |    |                     |       |     |
|                    | 03 | Harold Cummings     |       | 46e |
|                    | 18 | Luis Tejada         | 90+6e | 56e |
|                    | 16 | Abdiel Arroyo       |       | 81e |
| Sélectionneur :    |    |                     |       |     |
| Hernán Darío Gómez |    |                     |       |     |

| TUNISIE :       |    |                         |       |     |
|                 |    |                         |       |     |
| Gardien de but  | 16 | Aymen Mathlouthi        |       |     |
|                 | 21 | Hamdi Nagguez           |       |     |
|                 | 06 | Rami Bedoui             |       |     |
|                 | 04 | Yassine Meriah          |       |     |
|                 | 05 | Oussama Haddadi         |       |     |
|                 | 13 | Ferjani Sassi           | 44e   | 46e |
|                 | 17 | Ellyes Skhiri           |       |     |
|                 | 20 | Ghailene Chaalali       | 90+3e |     |
|                 | 08 | Fakhreddine Ben Youssef |       |     |
|                 | 10 | Wahbi Khazri            |       | 89e |
|                 | 23 | Naïm Sliti              |       | 77e |
| Remplaçants :   |    |                         |       |     |
|                 | 09 | Anice Badri             | 71e   | 46e |
|                 | 15 | Ahmed Khalil            |       | 77e |
|                 | 18 | Bassem Srarfi           |       | 89e |
| Sélectionneur : |    |                         |       |     |
| Nabil Maâloul   |    |                         |       |     |

| Assistants : Yaser Tulefat Taleb Al Maari Quatrième arbitre : Mehdi Abid Charef Cinquième arbitre : Hiroshi Yamauchi Arbitre vidéo : Tiago Martins Assistants arbitre vidéo : Abdulrahman Al-Jassim Marvin Torrentera Sandro Ricci Homme du match : Fakhreddine Ben Youssef |

## Homme du match
| Match | Résultats  | Résultats | Résultats  | Homme du match          |
| ----- | ---------- | --------- | ---------- | ----------------------- |
| 13    | Belgique   | 3 - 0     | Panama     | Romelu Lukaku           |
| 14    | Tunisie    | 1 - 2     | Angleterre | Harry Kane              |
| 29    | Belgique   | 5 - 2     | Tunisie    | Eden Hazard             |
| 30    | Angleterre | 6 - 1     | Panama     | Harry Kane              |
| 45    | Angleterre | 0 - 1     | Belgique   | Adnan Januzaj           |
| 46    | Panama     | 1 - 2     | Tunisie    | Fakhreddine Ben Youssef |

## Buteurs
| Rang  | Joueur                  | Buts |
| ----- | ----------------------- | ---- |
| 1     | Harry Kane              | 5    |
| 2     | Romelu Lukaku           | 4    |
| 3     | John Stones             | 2    |
| 3     | Eden Hazard             | 2    |
| 3     | Wahbi Khazri            | 2    |
| 6     | Jesse Lingard           | 1    |
| 6     | Michy Batshuayi         | 1    |
| 6     | Adnan Januzaj           | 1    |
| 6     | Dries Mertens           | 1    |
| 6     | Felipe Baloy            | 1    |
| 6     | Fakhreddine Ben Youssef | 1    |
| 6     | Dylan Bronn             | 1    |
| 6     | Ferjani Sassi           | 1    |
| CSC   | Yassine Meriah          | 1    |
| TOTAL | TOTAL                   | 24   |